# Ивачев Горишний
Ивачев Горишний (укр. Івачів Горішній) — село в Белецкой сельской общине Тернопольского района Тернопольской области Украины. Расположено на севере района, на реке Серет.
Население по переписи 2001 года составляло 261 человек. Почтовый индекс — 47226. Телефонный код — 352.

## История
С 1946 по 1991 года село носило название Верхний Иванов.